# Bathyclarias
Bathyclarias — рід риб родини Кларієві ряду сомоподібних. Має 8 видів.

## Опис
Загальна довжина представників цього роду коливається від 60 до 135 см. Голова витягнута, особливо морда. Очі невеличкі. Є 3 пари вусів, які відрізняються розміром у кожного з видів. Ці вуси доволі довгі. Тулуб масивний, широкий, подовжений. Спинний плавець довгий: починається за грудними плавцями й тягнеться майже до хвостового плавця. Жировий плавець відсутній. Грудні плавці помірно широкі, з короткою основою. Черевні плавці маленькі. Анальний плавець довгий, але поступається спинному. Хвостовий плавець широкий, усічений.

## Спосіб життя
Воліють кам'янисті ґрунти. Деякі види вподобали вертикальні схили крутих скель. Зустрічаються на глибині до 90 м. Спосіб живлення у різних видів відрізняється. Одні види полюють ночами, поїдаючи сплячих цихлід, інші ведуть денний спосіб життя і годуються водними безхребетними. Є види, що полюють на зоопланктон в товщі води. Один вид підбирає комах з поверхні, що впали у воду.
Є об'єктом місцевого рибальства.

## Розповсюдження
Мешкають лише в африканському озері Малаві.

## Види
- Bathyclarias atribranchus
- Bathyclarias eurydon
- Bathyclarias filicibarbis
- Bathyclarias foveolatus
- Bathyclarias longibarbis
- Bathyclarias nyasensis
- Bathyclarias rotundifrons
- Bathyclarias worthingtoni